# Зайончковський Ананій
Ананій Зайончковський (*12 листопада 1903, Троки — †6 квітня 1970, Рим) — видатний польський сходознавець караїмського походження.

## Біографія
Під час Першої світової війни, у 1915-му, коли Балтія опинилась у прифронтовій смузі, Зайончковські перебралися у Крим, на землю своїх пращурів. Ананія батьки віддали до Сімферопольської гімназії.
У старших класах юнак настільки захопився театром, що на літніх вакаціях організував мандрівну аматорську групу, яка об'їздила зі своїми виставами весь південний берег. У тих постановках Ананій грав ролі Отело, Онєгіна і Чацького.
По закінченні громадянської війни родина Зайончковських повернулась до Литви, яка стала незалежною країною. Гадається, саме цей виїзд із Криму і посприяв тому, що так щасливо склалася потім наукова кар'єра А. Зайончковського. Адже в Криму він не зміг би мати ґрунтовної засадничої підготовки. В цьому відношенні досить промовиста така деталь: навіть атестат зрілості, виданий у Сімферополі, було визнано неповноцінним, і Зайончковському довелось кілька років доучуватися в польській гімназії.
А головне в тому, що тоталітарний режим від самого початку нещадно розправлявся з орієнтальними науками у Криму. Але на шляху А. Зайончковського ніяких таких перепон не траплялося. Закінчивши Ягеллонський університет у Кракові, він цілковито віддається науковим задумам, призбируючи матеріали дпя них в архівах та провідних книгозбірнях Стамбула, Парижа, Берліна. Після минулої війни він кілька разів приїздив до СРСР, буваючи і в Криму.
Громадська і наукова діяльність Ананія 3айончковського дуже багатогранна: він очолював кафедру тюркології у Варшавському університеті, керував Орієнталістичним інститутом, вів цілу низку курсів з арабістики й іраністики, редагував знаменитий часопис «Мисль Караімска».
Найповажніше місце в його доробку посідають праці, присвячені питанням історії, релігії та культурного набутку караїмів. Справжньою енциклопедією вважається фундаментальне дослідження А. 3айончковського «Караїми у Польщі» (Варшава — Париж, 1961, англійською мовою). 3 розвідок, що безпосередньо стосуються кримознавства, слід відзначити бібліографічний нарис «Караїмська література» (1926), в якому описано венеціанські стародруки XVI століття і караїмські пам'ятки, надруковані в Чуфут-Кале, починаючи з 30-х років XVIII століття. Досліджував учений також історію осадництва кримських татар і караїмів на Волині.
1926 року знаний у Польщі орієнталіст Тадеуш Ковальський звернувся з палким словом до молодшого покоління: «Караїмська мова ще й досі належно не вивчена, в усякому разі досліджена не так, як на те заслуговує з погляду свого наукового значення. 3 цим завданням найліпше міг би упоратися корінний караїм, який знає свою мову змалку, але це вдасться тільки тоді, коли він буде належно підготовлений і зможе спиратися в своїй роботі на наукові засади. Виконання цього завдання має вважатися за почесний обов'язок перед своїм народом. Може, серед караїмської молоді, котра зараз так палко береться до роботи над примноженням і збереженням усього, що батьки залишили у спадок, знайдеться той, хто візьме ці слова до серця». Одним з перших на щирий заклик відгукнувся Ананій 3айончковський, який потім кілька десятиліть невтомно працював для збагачення культури рідного народу.
Помер учений 6 квітня 1970 року. Того дня він збирався поїхати з Рима до Неаполя, але у вагоні стався інфаркт. Поховали його на караїмському цвинтарі у Варшаві.